# Synagoge (Arnhem)
De synagoge van Arnhem is een Hoogduitse synagoge in de Gelderse hoofdstad Arnhem, gelegen aan Pastoorstraat 17A.

## Kenmerken
Het opvallende gebouw is volledig vrijstaand en gelegen achter de rooilijn. Het terrein wordt van de straat gescheiden door een gietijzeren hek. Vanwege de afwezigheid van een gestandaardiseerd bouwtype voor synagoges werd het gebouw in eclectische stijl opgetrokken, waarbij voor de neogotiek en neoclassicisme kenmerkende vormen door elkaar heen zijn gebruikt. De voorgevel bestaat uit vijf vlakken, gescheiden door steunberen. Kenmerkend is de boven in het middenvlak bevindende Hebreeuwse tekst uit Jesaja 56:7. Het gebouw bestaat uit een middenbeuk met aan beide zijden galerijen. Het dak leunt op de daar tussen gelegen achthoekige kolommen. In het gebouw bevindt zich een monumentale Heilige Arke met neoclassicistische vormen uit 1853.
De grootste wijziging ten opzichte van het oorspronkelijke gebouw werd gedaan bij de restauratie in 1949-1950, toen onder de boogvensters in de noordgevel rechthoekige ramen werden geplaatst. Bij de ingrepen in 1967 werden de glasoppervlaktes in de onderbouw van de voorgevel vergroot.

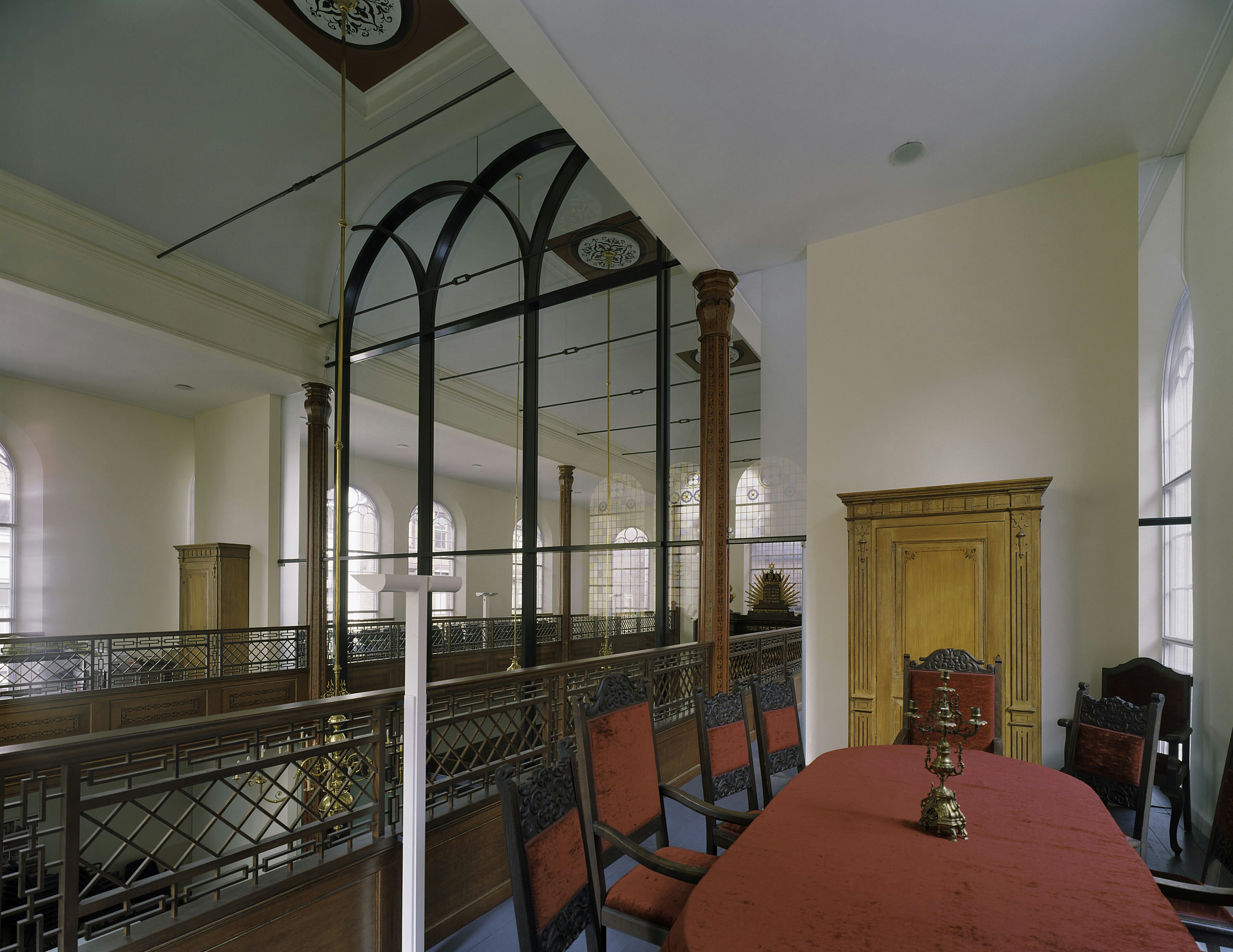
De vrouwengalerij
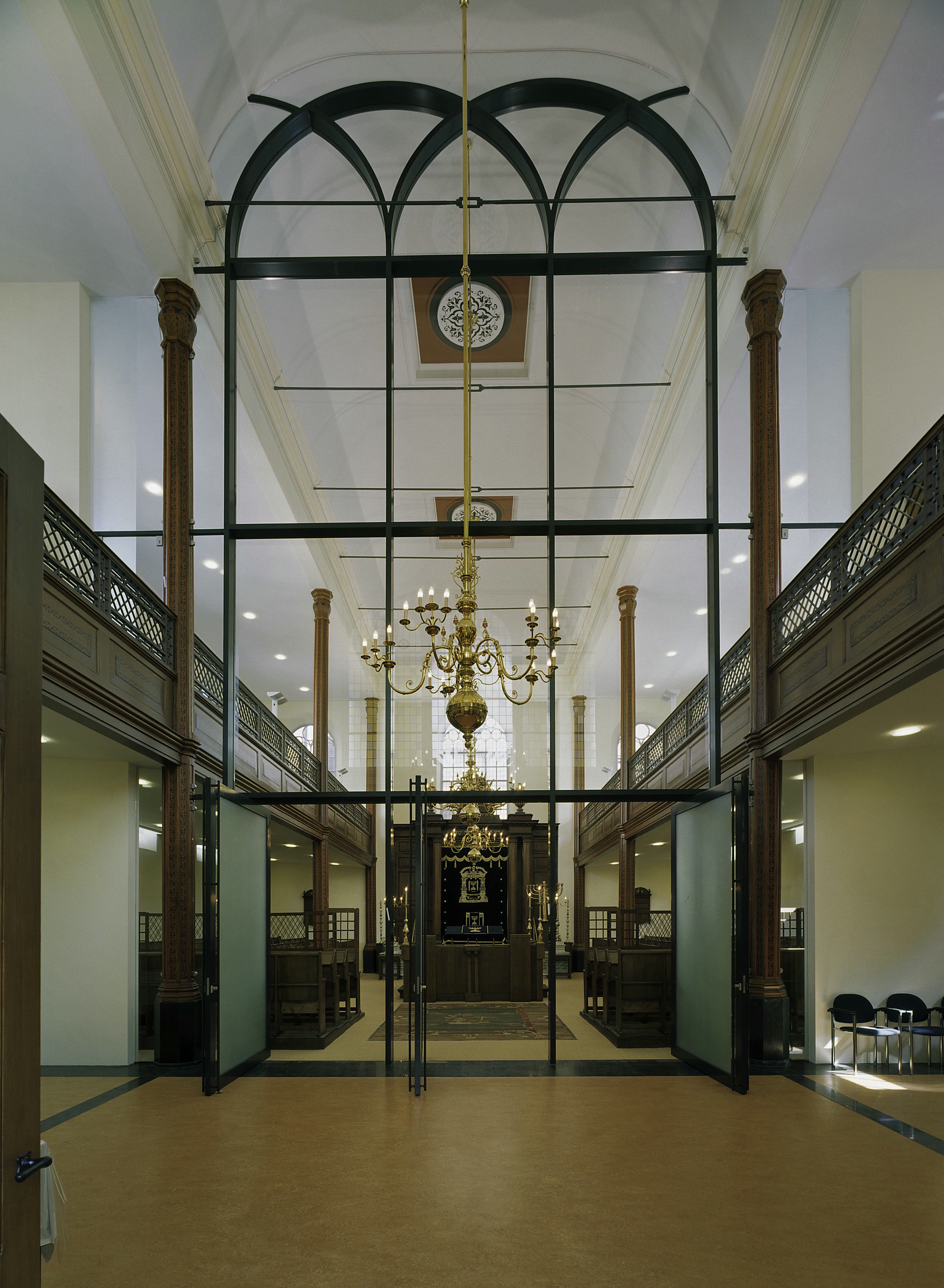
Zicht op de gebedsruimte
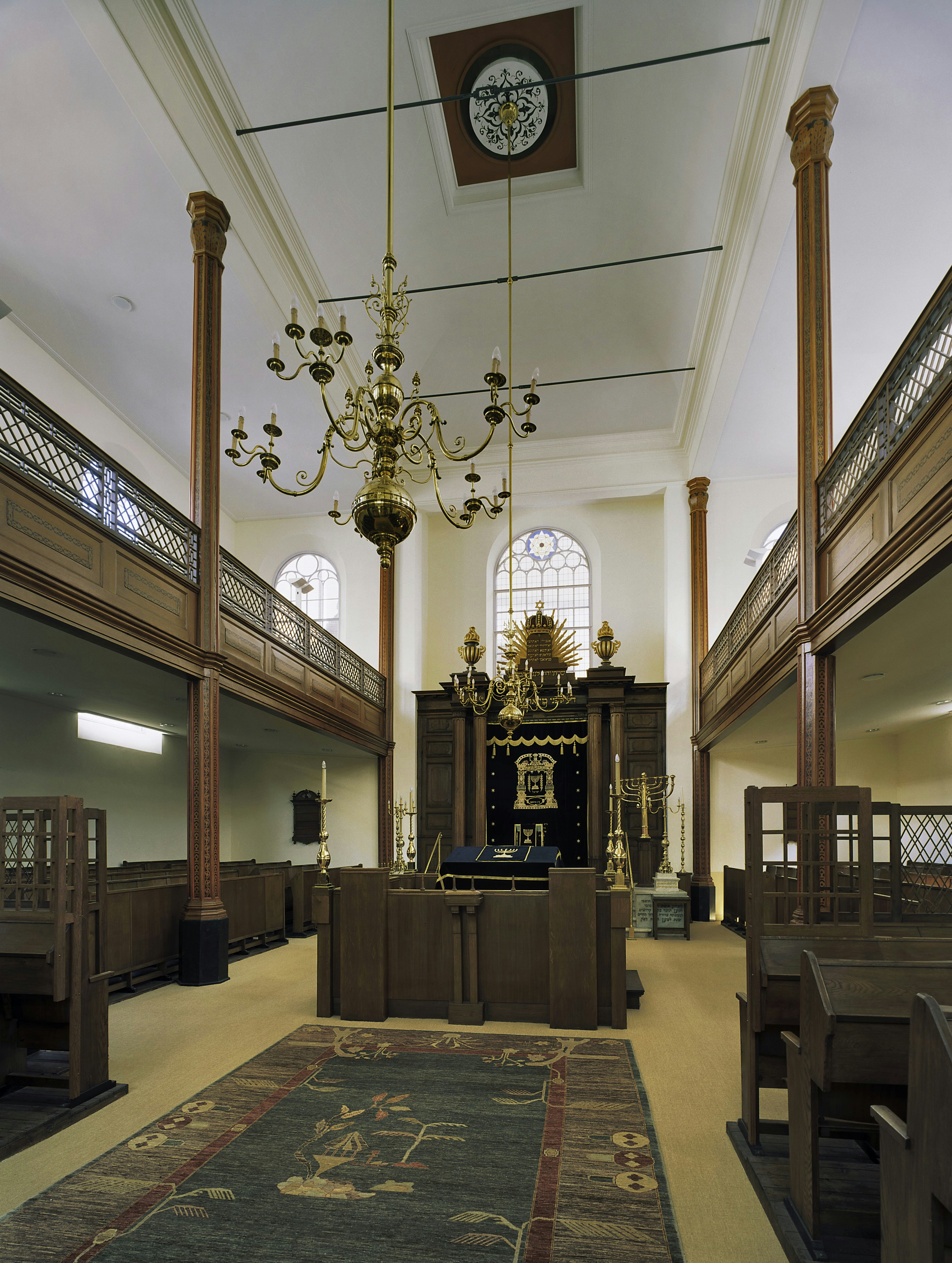
De gebedsruimte met de Bima
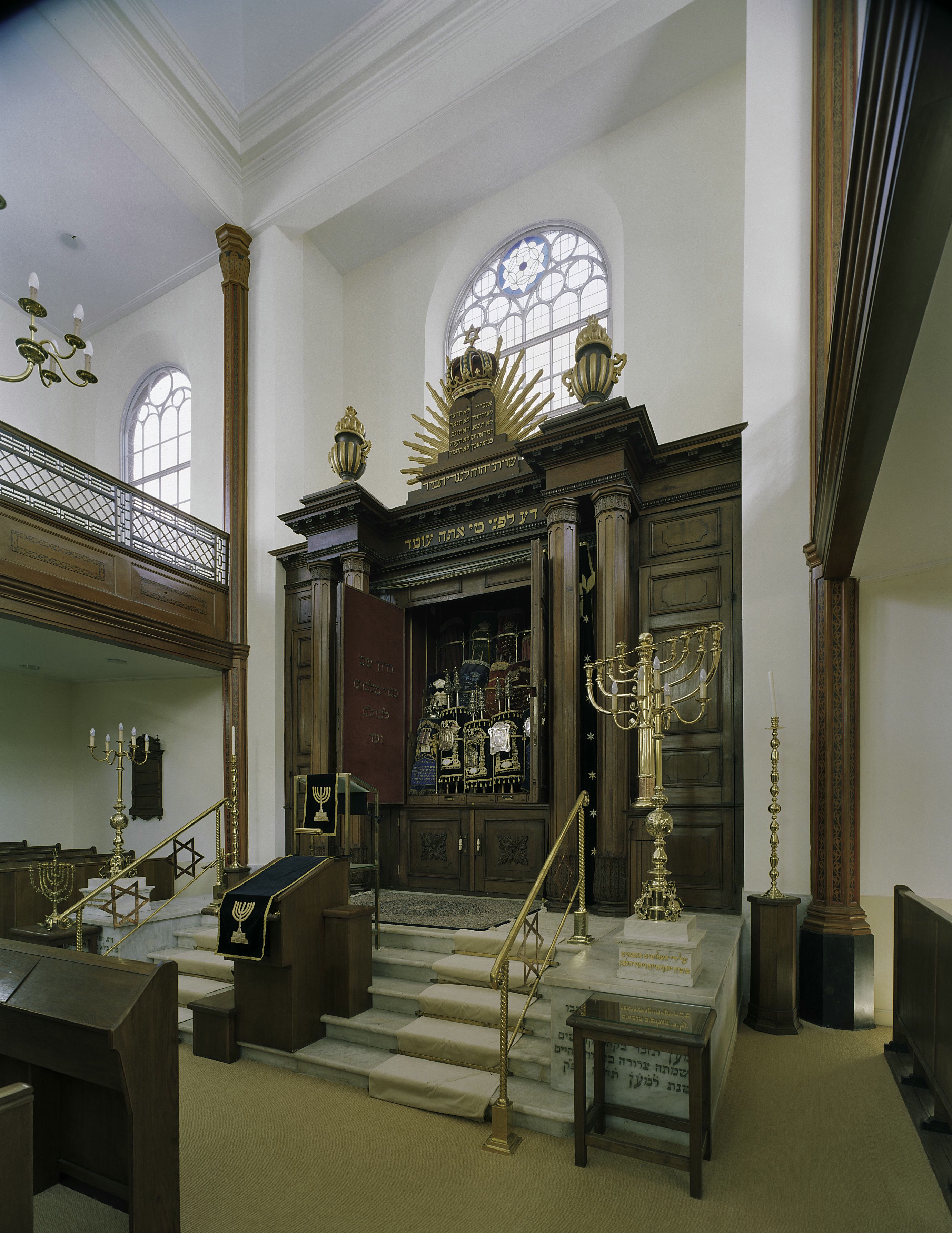
De Heilige Arke

## Geschiedenis

### Voorgeschiedenis
Al in 1237 werd melding gemaakt van een Joodse gemeenschap in de stad. Door Jodenvervolging in de middeleeuwen en beperkte rechten in de eeuwen erna, konden Joden in die tijd geen eigen gebedshuis realiseren. In 1769 werd een woning aan de Nieuwe Walstraat in gebruik genomen als synagoge, waarna in 1782 achter de Velperpoortsmuur een ruimere woning werd betrokken. De Franse Tijd bracht verandering in de positie van Joden; in 1796 werden Joden in rechten gelijkgesteld aan de rest van de burgers. In Gelderland werd dit in 1798 bevestigd als grondrecht. In datzelfde jaar werd tevens elke godsdienst als gelijkwaardig vastgelegd in de Staatsregeling voor het Bataafsche Volk. De Joden in Arnhem huisvestten vervolgens al in 1799 hun synagoge in drie oude woonhuizen op de hoek van de Bentincksteeg en de Kerkstraat.

### Bouw

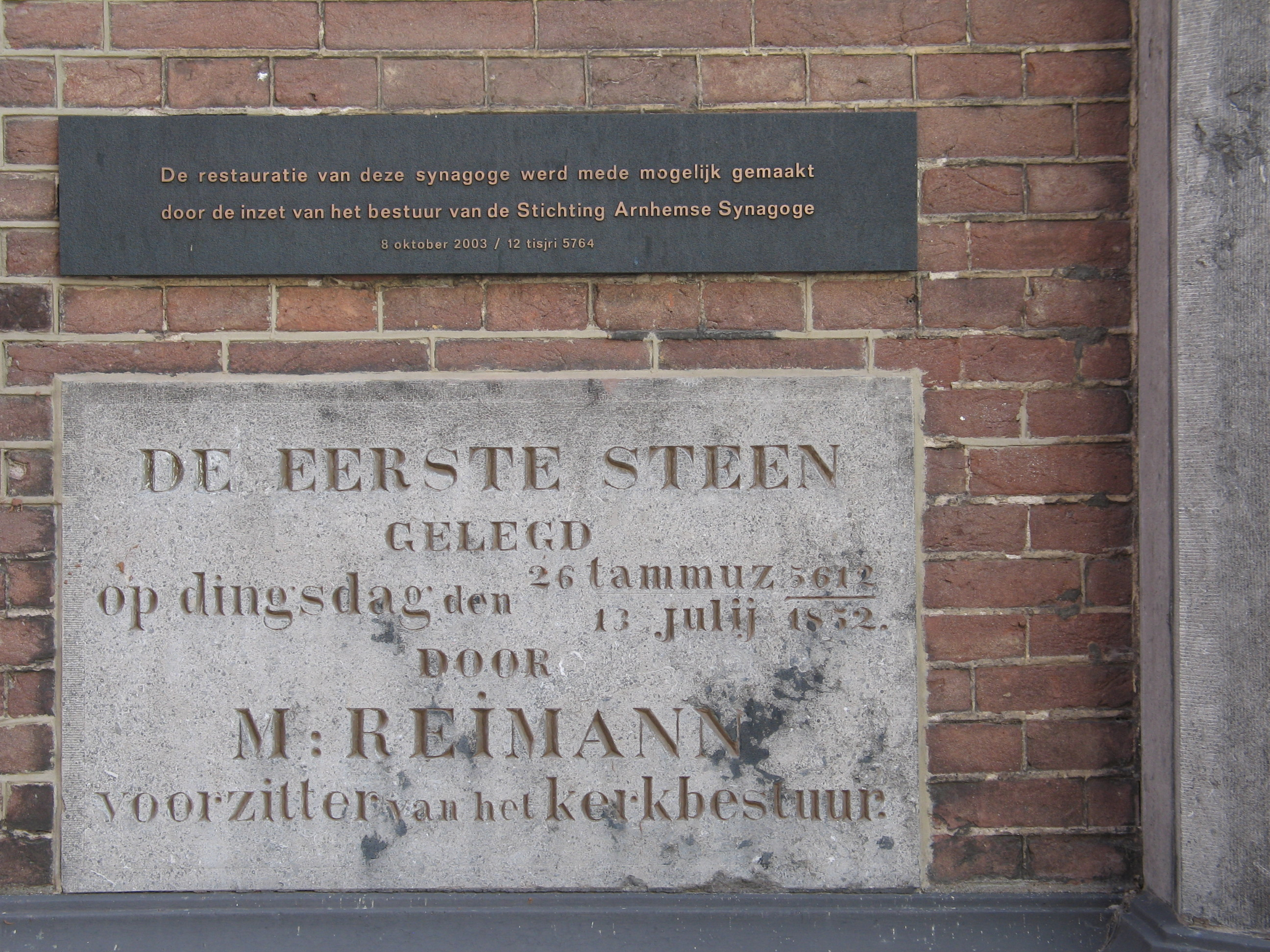
Plaquette eerstesteenlegging

De gemeenschap groeide, waarop in 1845 werd nagedacht over uitbreiding van het bestaande onderkomen. Dit bleek na doorrekening van een architect echter te duur. Ook nieuwbouw op de bestaande locatie was niet haalbaar. Het opstellen van begrotingen en de behandeling van subsidie-aanvragen bij stadsbestuur, provincie en Ministerie van Eredienst leidden ertoe dat er jaren geen schot zat in de zaak. Uiteindelijk werd de hand toch in eigen boezem gestoken; de bijdrage van de leden werd verhoogd, waarop een hypotheek werd afgesloten. Hierop kon worden overgegaan tot de verkoop van de oude panden en aankoop van een grond aan de Pastoorstraat, de locatie van het geboortehuis van Jonas Daniël Meijer. In 1852 werd gestart met de bouw van een synagoge, en in augustus 1853 volgde de opening. Het ontwerp was van de Arnhemse stadsbouwmeester, Hendrik Jan Heuvelink sr. Het interieur van de oude synagoge werd, inclusief de Heilige Arke uit 1799, overgeplaatst naar de nieuwe synagoge van Elburg. In de nieuwbouw werd een nieuwe Arke geplaatst naar ontwep van Moritz Meijer.

### Tweede Wereldoorlog
Bij aanvang van de Tweede Wereldoorlog telde de joodse gemeente circa 1.700 leden. Het aantal Joden was in Arnhem sterk toegenomen vanwege Joden die Duitsland waren ontvlucht. Zij waren meestal transmigranten, vermoedelijk op doorreis naar de Verenigde Staten. Ze kregen onder meer onderdak in een pension direct naast de synagoge, maar bezochten de sjoel zelf lang niet allemaal.
Op 5 september 1940 en 15 februari 1941 probeerden NSB'ers de synagoge in brand te steken. Het grootste gedeelte van de Arnhemse Joden werd tijdens de Tweede Wereldoorlog afgevoerd naar concentratiekampen waar ze kwamen te overlijden. Ter nagedachtenis aan hen is op de Arnhemse begraafplaats Moscowa een monument opgericht.

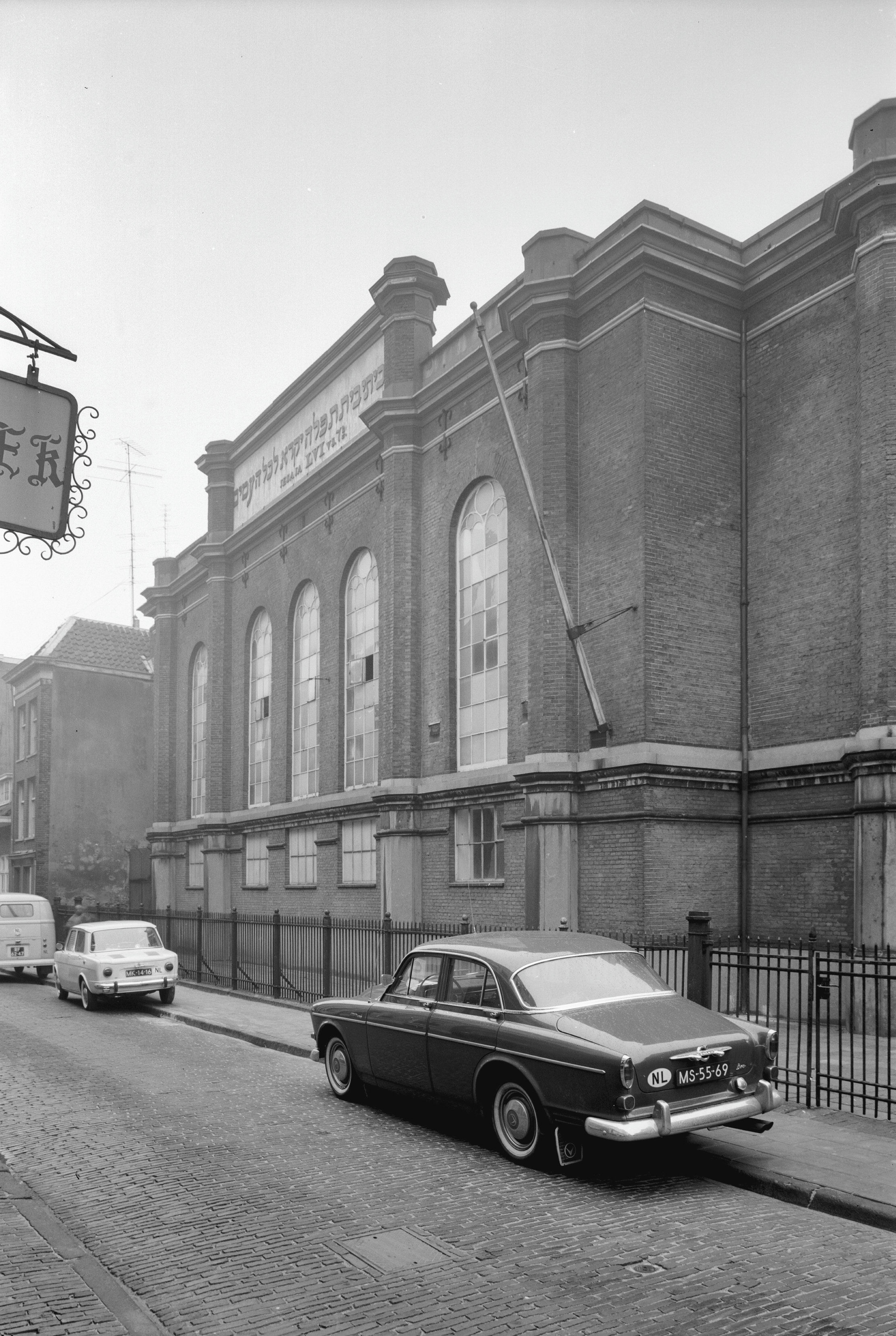
Exterieur (1964)

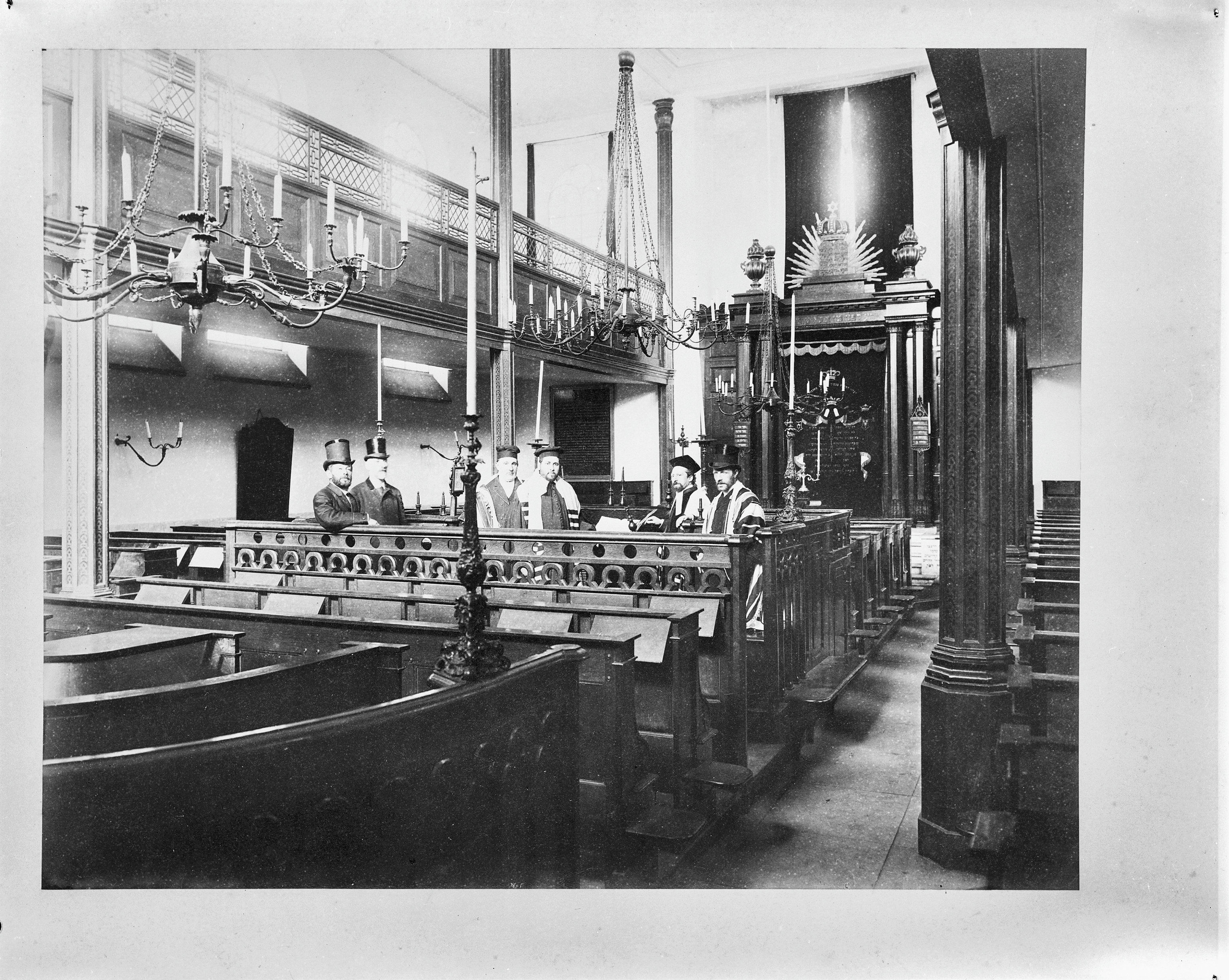
Interieur (1974)

### Wederopbouw, waardering en restauraties
De sterk uitgedunde joodse gemeenschap kon de hoge kosten voor restauratie van de synagoge niet opbrengen. Tijdelijk werd de synagoge daarom ondergebracht in de voormalige rabbinaat en de Joodse School aan de Kippenmarkt. Na een geldinzamelingsactie en bij het Rijk ingediende schadeclaims kon alsnog worden overgegaan tot herstel en verbouwing van de synagoge, waarvoor architect Jacobus Baars werd aangetrokken. In december 1950 werd de gerestaureerde synagoge heropend. De nieuwe gebedsruimte was berekend op een gemeenschap van maximaal 200 personen, wat in de praktijk echter al snel te groot bleek. In 1967 werden diverse aanpassingen gedaan met de hulp van Claims Conference.
In 1974 werd de synagoge opgenomen als rijksmonument. In 2002 en 2003 vond opnieuw een grootscheepse restauratie plaats, waarvoor de Stichting Arnhemse Synagoge in het leven was geroepen.

## In cultuur en literatuur
Schrijver Siegfried van Praag bezocht de door oorlog aangetaste synagoge en trof er de Joden aan die de oorlog hadden overleefd. Hij schreef hierover een verslag en aanmoediging aan een van de Joden die de gemeenschap na de oorlog weer opbouwde.
De Naïeve-kunstschilder Peter Mattheij (1932-2001) groeide op in een woning tegenover de synagoge. Jaren later, toen hij naar Amsterdam verhuisd was, zette hij zijn nostalgische jeugdherinneringen in diverse schilderijen uit zijn hoofd op papier. In veel van deze schilderijen heeft de synagoge een centrale plek.